# Attacke der Leichten Brigade

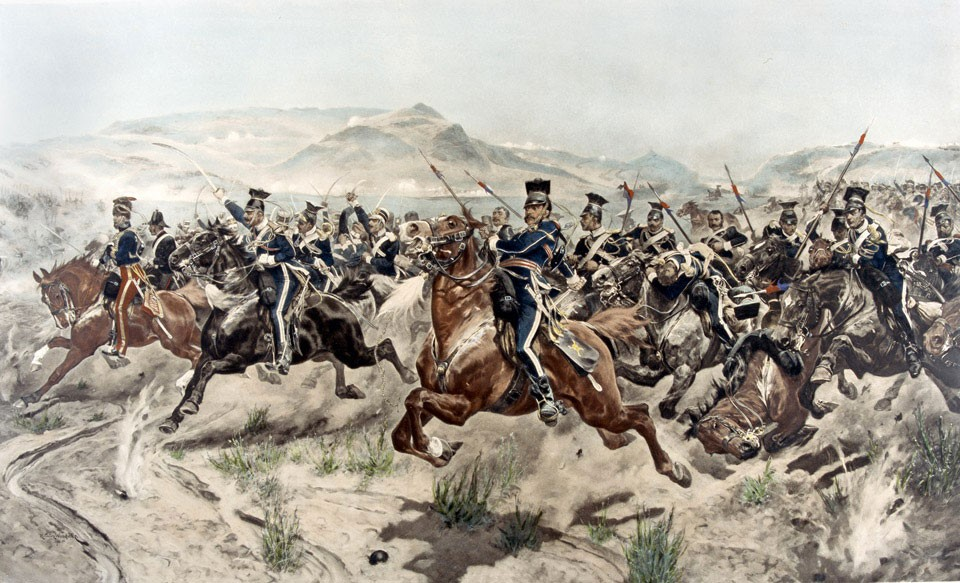
Charge of the Light Brigade, Gemälde von Richard Caton Woodville junior, 1894

Die Attacke der Leichten Brigade oder auch der Todesritt der leichten Brigade (englisch Charge of the Light Brigade) war ein Angriff britischer Kavalleristen in der Schlacht von Balaklawa, im Krimkrieg. Sie erlangte Berühmtheit wegen der großen Verluste während der Attacke und der verwirrenden Umstände, die zur Attacke geführt hatten.

## Hintergrund und Ausgangslage
Die Schlacht fand am 25. Oktober 1854 statt, fast sieben Wochen nach der Landung der Alliierten (Briten, Franzosen, Osmanisches Reich) auf der Krim. Während der Belagerung von Sewastopol hatten die Briten ihre Basis in der Hafenstadt Balaklawa. Vor der Stadt liegen zwei parallele Täler, das Nord- und das Südtal. Getrennt sind beide durch eine Hügelkette, die sogenannten Woronzow-Hügel (auch Kadikoj-Höhen, Causeway Heights). Dort, fast zwei Meilen vor ihren Stellungen, hatten die Alliierten vier Redouten errichtet. Diese waren mit 3.000 Osmanen und neun Zwölfpfünder-Geschützen bemannt. Das 93. Highlander-Regiment sperrte bei dem Dorf Kadikoj den Weg nach Balaklawa. Die leichte und die schwere britische Kavalleriebrigade standen am Fuß der Hügelkette, direkt nordwestlich dahinter die französische Kavallerie und Artillerie. 
Die Russen hatten eine Entsatzarmee aus Bessarabien herangeführt und sich etwa 8 Kilometer entfernt mit 25.000 Mann und 78 Kanonen unter ihrem Befehlshaber Graf Liprandi versammelt. Am Morgen der Schlacht hatten die Russen die osmanischen Stellungen auf den Kadikoj-Höhen bzw. Causeway Heights eingenommen und die dort positionierten Geschütze erbeutet. Die Leichte Brigade sollte die verlorenen Redouten mitsamt der Geschütze zurückerobern; eine Aufgabe, zu der sie aufgrund ihrer leichten, schnellen Pferde als hervorragend geeignet erschien.

## Gliederung der Leichten Brigade

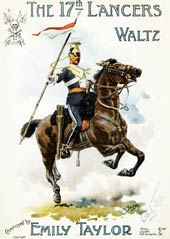
Uniform des Regiments – ab 1857 17th Regiment of Lancers

- Leichte Brigade – Major-General Lord Cardigan
  - 4th (The Queen’s Own) Regiment of Light Dragoons – Lieutenant-Colonel Lord George Paget
  - 8th (The King’s Royal Irish) Regiment of Hussars – Lieutenant-Colonel Frederick Shewell
  - 11th (Prince Albert’s Own) Regiment of Hussars – Lieutenant-Colonel John Douglas
  - 13th Regiment of Light Dragoons – Captain John Oldman
  - 17th Regiment of Light Dragoons (Lancers) – Captain William Morris

Die Leichte Brigade gehörte zur Kavalleriedivision. Diese stand unter dem Befehl von Lord Lucan, dem Schwager von Lord Cardigan.

## Die Attacke

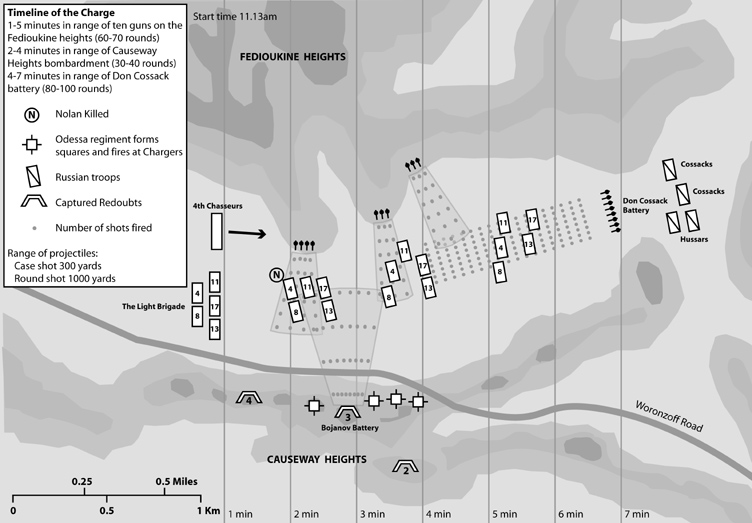
Schematische Darstellung der Attacke

Der britische Oberbefehlshaber Lord Raglan beabsichtigte, die am Morgen an die russische Armee gefallenen Redouten und Geschütze umgehend zurückzuerobern. Die Aufgabe sollte die britische Kavallerie übernehmen. Lord Raglan gab nun General Airey eine schriftlich formulierte Order, die dieser dem Ordonnanzoffizier Nolan aushändigte. Nolan überbrachte das Schriftstück Lord Lucan, dem Befehlshaber der Kavalleriedivision. Dieser übergab das Papier seinem Schwager, Lord Cardigan, dem Chef der leichten Kavalleriebrigade.
Aus dem knapp formulierten Befehl war allerdings nicht eindeutig ersichtlich, welche Kanonen bzw. russischen Artilleriestellungen genau es zu attackieren galt. Von seiner Position im Talgrund konnte Lucan nur die Stellung der Russen am Ende des nördlichen Tals erkennen. Die am Morgen durch die Russen eroberten Geschützstellungen lagen dagegen auf den Kadikoj-Höhen bzw. Causeway Heights, die das Tal nach Süden schlossen.
Nolan war bei der Aufklärung des Irrtums zunächst offenbar keine große Hilfe. Nach Berichten fuchtelte er mit dem Säbel und erklärte, sich selbst an die Spitze der Attacke setzen zu wollen. Er erklärte Lord Lucan: „Da sind Ihre Kanonen, da ist der Feind!“ und wies auf die russischen Stellungen. Lord Lucan gab Cardigan den Befehl zum Angriff auf die russischen Kanonen durch das Tal. Cardigans Hinweis, dass ein Frontalangriff bei gleichzeitigem Beschuss von beiden Flanken (auch die Höhen nördlich des Tals waren inzwischen von den Russen besetzt worden, vgl. Schlacht bei Balaklawa) zu hohen Verlusten führen werde, wies er mit dem Hinweis auf den Befehl Raglans zurück.

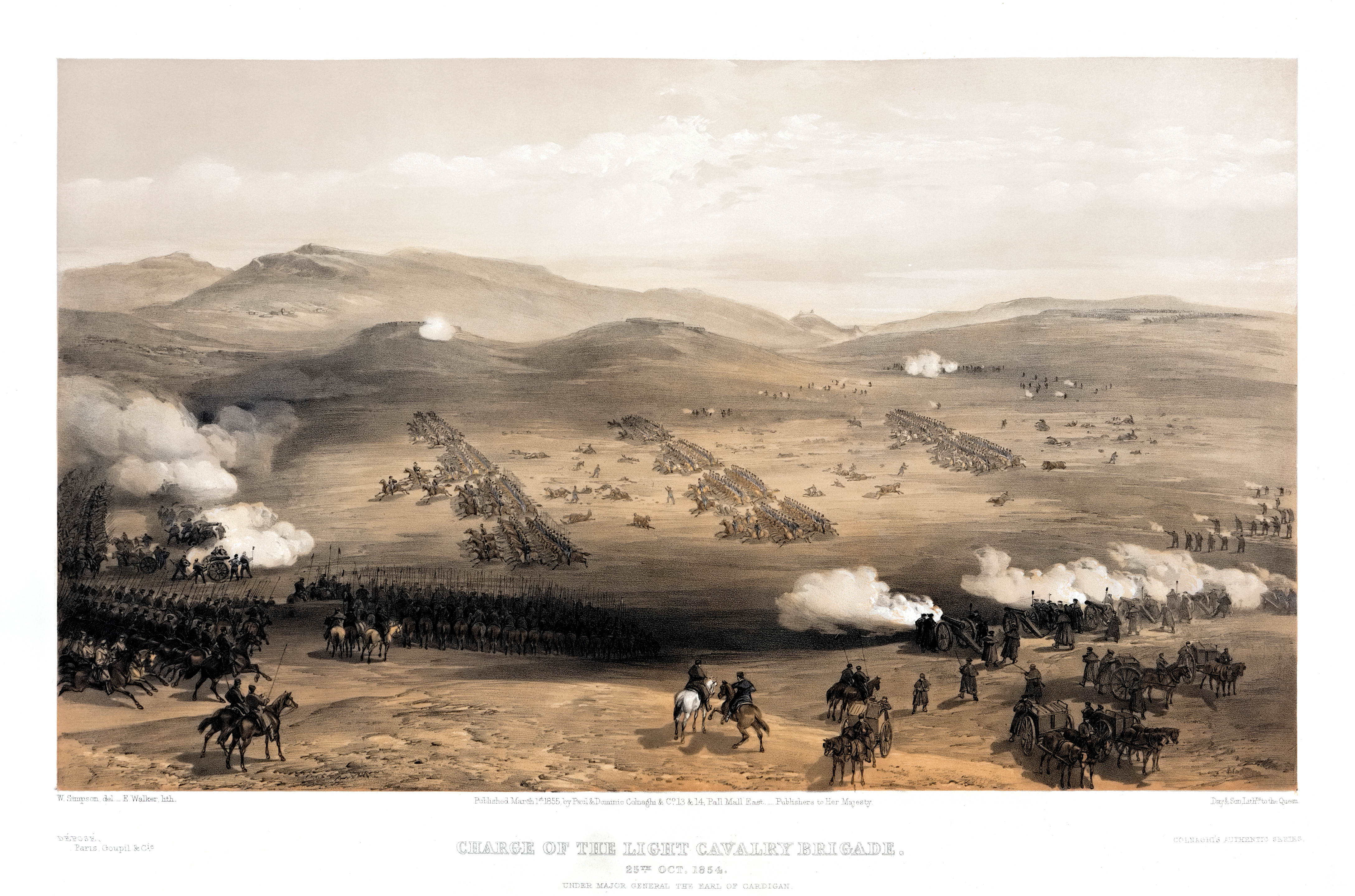
The Charge of the Light Brigade at Balaklava, 1855 von William Simpson

Die Brigade bestand während der Attacke aus 673 Mann. Die 13th Light Dragoons (13. Leichten Dragoner), 17th Lancers (17. Ulanen) und 11th Hussars (11. Husaren) bildeten die erste, die beiden anderen Regimenter die zweite Angriffswelle. Die zweite Welle führte Lieutenant-Colonel Paget. Eines der ersten Geschosse tötete fatalerweise Captain Nolan. Dieser hatte einen Moment lang versucht, sich selbst an die Spitze der Brigade zu setzen, wahrscheinlich, um die Attacke in die richtige Richtung umzuleiten. 
Das Bild der unter Beschuss von vorne und von beiden Seiten galoppierenden Truppen kommentierte der französische General Pierre Bosquet mit den heute berühmten Worten: „Das ist großartig, aber Krieg ist das nicht, es ist Wahnsinn.“ («C’est magnifique, mais ce n’est pas la guerre, c’est de la folie»). 200 Mann erreichten die Kanonenstellungen und griffen diese, zum Erstaunen der Russen, an. Die 13th Light Dragoons und ein Teil der 17th Lancers griffen die russischen Stellungen direkt an. Der Rest der 17th Lancers umging sie und griff von hinten an. Schließlich musste die Brigade vor einem Gegenangriff der russischen Schweren Kavallerie den Rückzug antreten. Da inzwischen die Kanonen auf der linken Seite durch die französischen 4e Chasseurs d’Afrique (4. Afrikanische Jäger) unter General Morris ausgeschaltet waren, gelang dies auch.

## Die Opfer
Die genaue Anzahl der Toten und Verwundeten ist umstritten. Calthorpe nennt 156 getötete und 122 verwundete Männer. Adkin zitiert einen Brief Lord Cardigans, der von 300 Toten, Verwundeten und Vermissten spricht. Unter Auswertung der Zahlen bei Whinyates kommt Adkin zu dem Ergebnis, dass 110 Männer getötet wurden, darunter sieben, die später an ihren Verwundungen starben, 130 Verwundete und 58 Gefangene. Es wurden, je nach Quelle, zwischen 355 und 396 Pferde getötet.

## Die Überlebenden
Am 25. Oktober 1875 fand das erste Balaclava Bankett in London statt. Es waren alle Überlebenden des Angriffs eingeladen, nach längeren Diskussionen wurden zu späteren Banketten nur die Männer eingeladen, die tatsächlich in „das Tal des Todes“ eingeritten waren. Sechs Männer waren mit dem Victoria Cross ausgezeichnet worden, davon waren drei Träger bei dem ersten Dinner anwesend. Einer von ihnen war der frühere Sergeant Charles Wooden der 17. Lancer, der zum Leutnant befördert worden war. Er war einer von nur zwei Deutschen, denen das Victoria Cross verliehen wurde. Das Bankett fand bis zum 25. Oktober 1913 jährlich statt.
Anlässlich des Diamantenen Thronjubiläums von Queen Victoria 1897 waren die Teilnehmer des Angriffs von T. Harrison Roberts, einem Verleger der Fleet Street eingeladen worden. Dabei zeigte sich, dass eine Anzahl von ihnen in Armut lebte. Daher wurde der Roberts Relief Fund gegründet und in Zeitungen zu Spenden aufgerufen. Bis 1920 zahlte der Fund kleine Renten aus.
Der letzte Überlebende, Private Edwin Hughes, 13th Light Dragoons, verstarb am 18. Mai 1927.

## Bedeutung

### Verluste

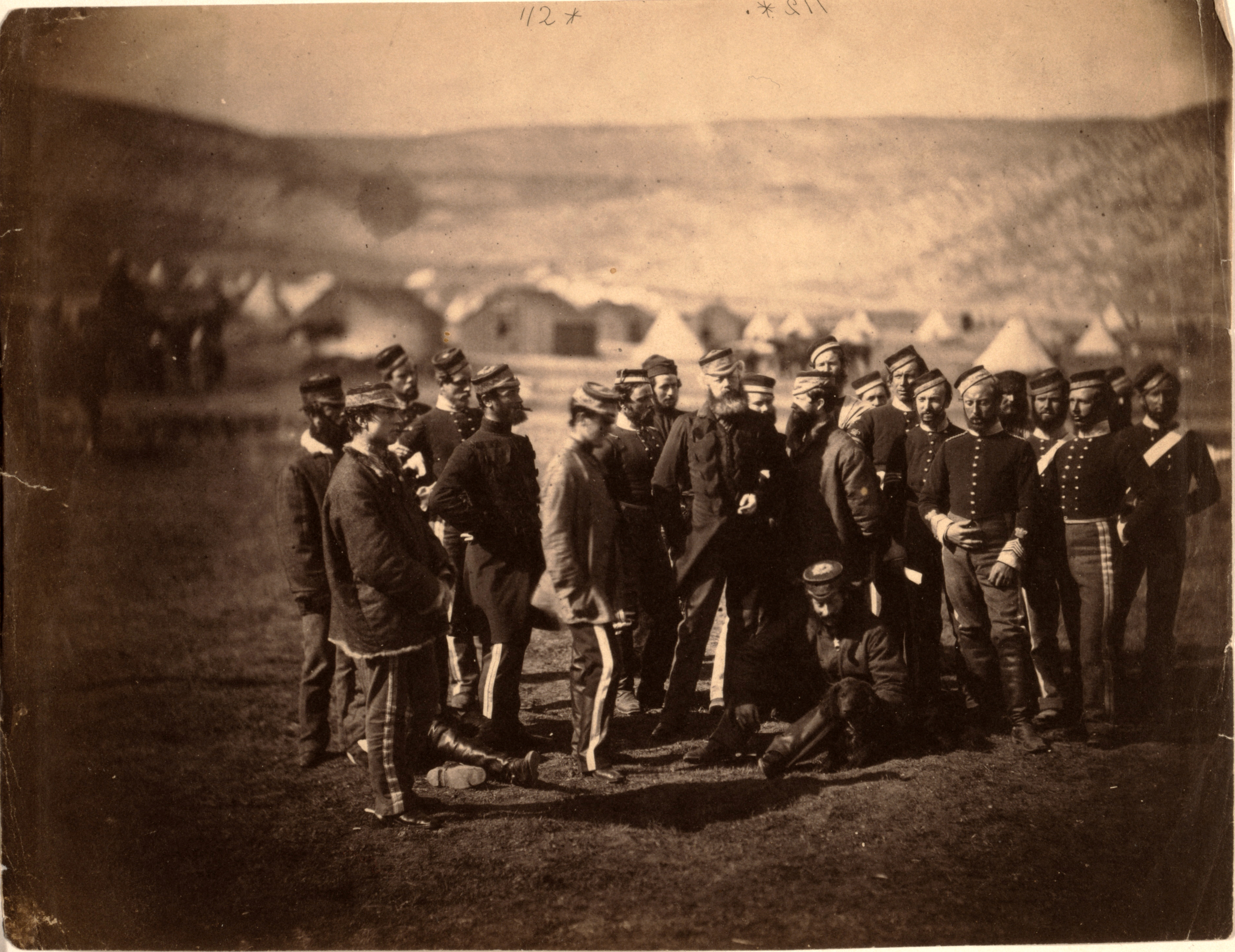
Überlebende der Leichten Brigade nach der Attacke

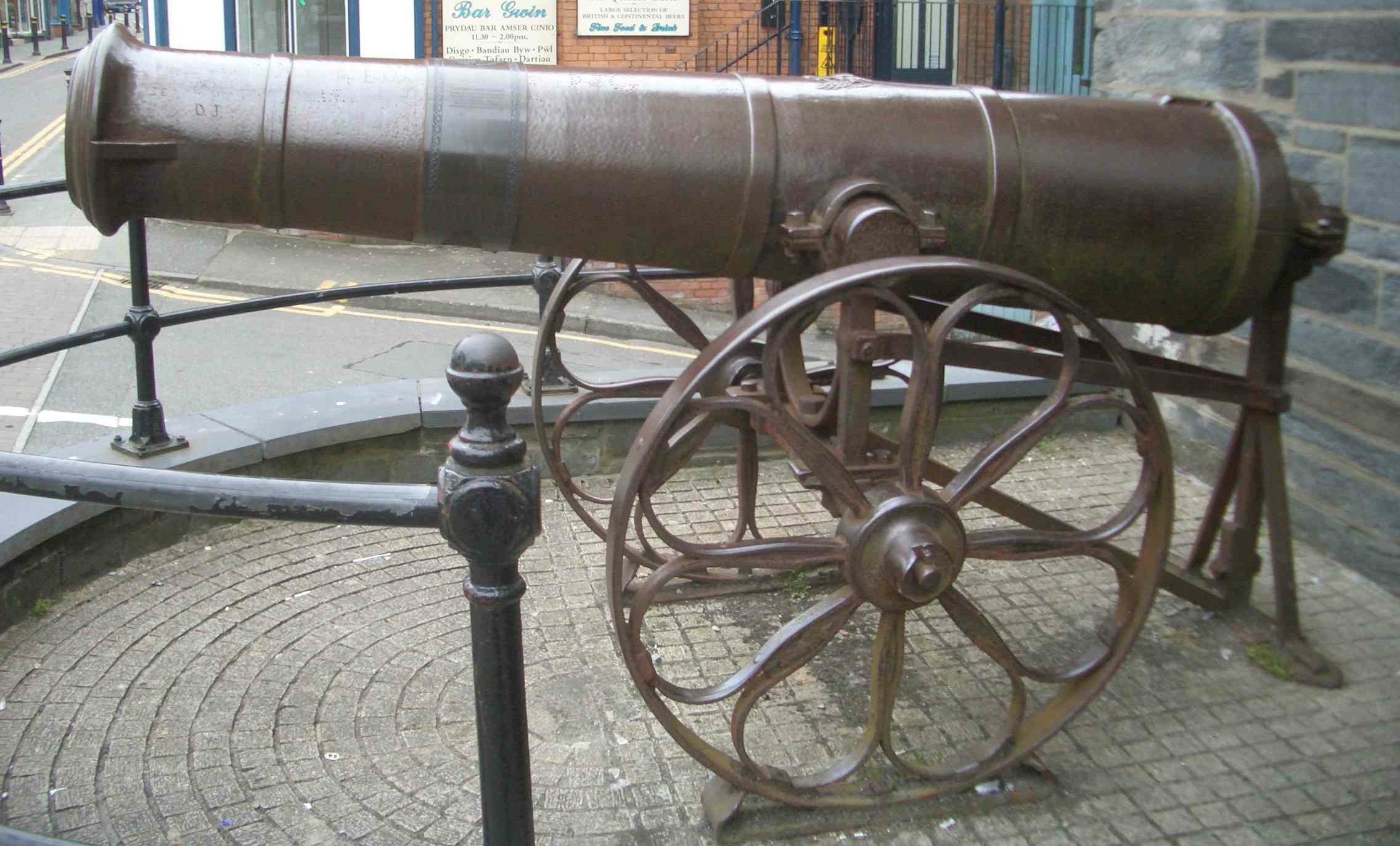
Russische Kanone in Cardigan (Wales)

Nicht zuletzt durch das Gedicht von Alfred Tennyson (→ Abschnitt Die Attacke in der Kunst) und anderen ist die Schlacht, und insbesondere die Attacke der Leichten Brigade mystifiziert worden. So hieß es lange, bei der Attacke sei die Leichte Brigade vollständig aufgerieben beziehungsweise auf ein Drittel reduziert worden. Durch den hohen Verlust an Pferden waren tatsächlich nur noch 195 Reiter einsatzbereit. Die oben bezifferten Verluste waren schwer, aber nicht ungewöhnlich für einen derartigen Reiterangriff. Auch wird im Fehlschlag der Beginn des Niedergangs der Kavallerie als effektive Waffengattung gesehen. Dies trifft bestenfalls im zeitlichen Kontext auf den Massenangriff zu. Bis zur Entwicklung motorisierter Einheiten blieb die Schnelligkeit der Kavallerie für Aufklärung und Umfassung von hoher Bedeutung.

### Die Attacke in der Kunst
Die Attacke der Leichten Brigade wurde in mehreren Filmen, Musikstücken und Büchern behandelt. 1854 veröffentlichte Alfred Tennyson sein Gedicht The Charge of the Light Brigade. Theodor Fontane übertrug in seinem Gedicht Balaklawa die Verse Tennysons frei ins Deutsche.

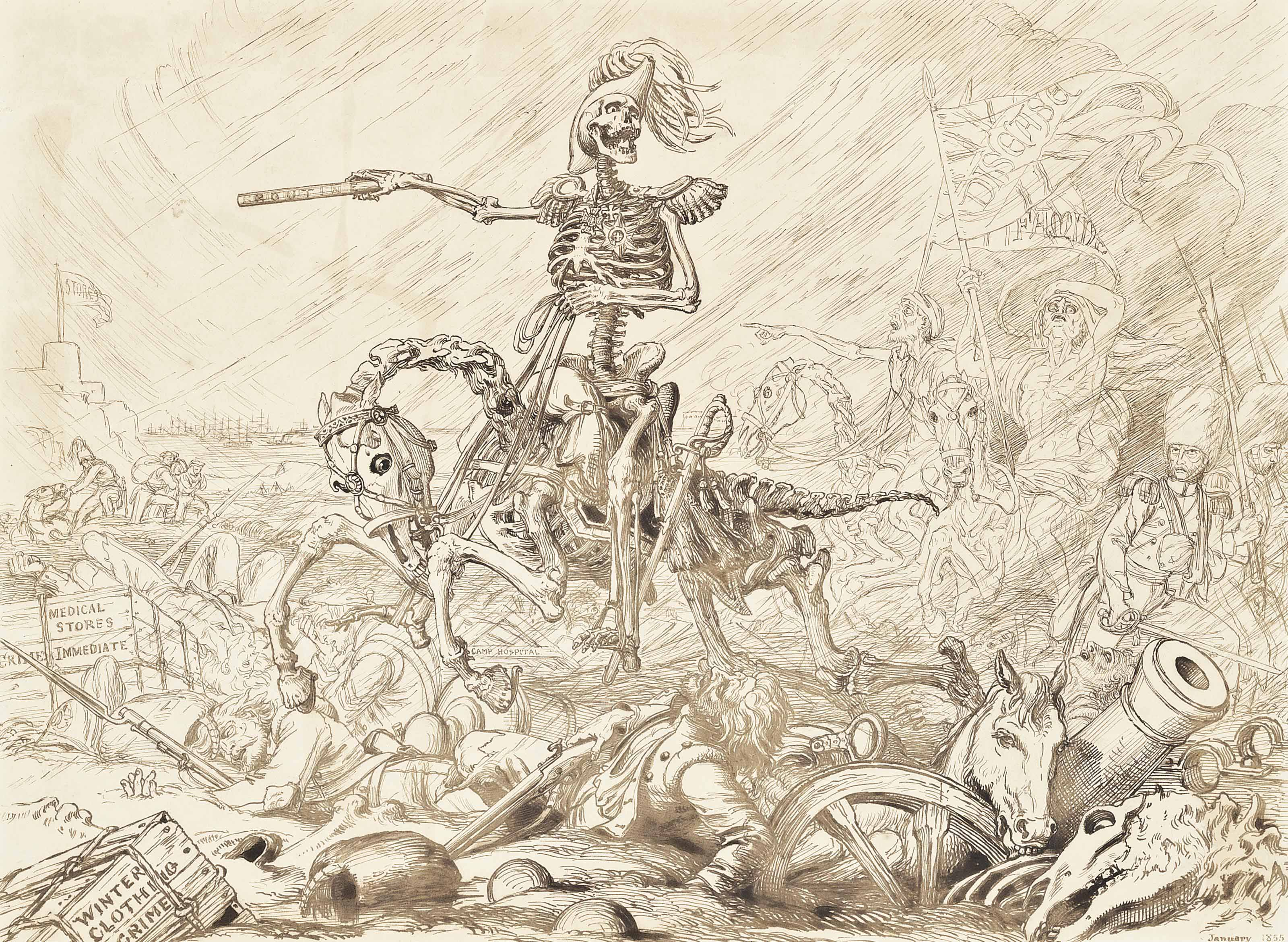
„The Commander-in-Chief of British Forces in the Crimea / and staff - „Let the Galled Jade wince“ - below the mount“, Paton, Januar 1855

Eine Zeichnung des schottischen Künstlers Joseph Noel Paton karikiert auf besonders sarkastische Weise die Nachschubprobleme der britischen Militär-Expedition auf der Krim. Patons Absicht war es gewesen, das noch 1854 veröffentlichte Tennyson-Gedicht The Charge of the Light Brigade und dessen euphemistische Heldenverehrung zu persiflieren. Krankheit und Hunger folgen der Figur des Todes, die mit Hilfe eines zusammengerollten Marschbefehls mit der Beschriftung „Routine“, wie mit einem Marschallstab zum Angriff antreibt. Ungeöffnete Kisten mit „Winterkleidung“ und „Arzneimittel“ sowie Bauteile mit „Camp-Hospital“ beschriftet liegen im Morast und verrotten auf dem Schlachtfeld. Dies beschreibt das logistische Chaos der Sewastopol-Schlacht. Paton veröffentlichte das Blatt jedoch nicht, weil er befürchtete, dass es als Angriff gegen den Oberbefehlshaber der britischen Streitkräfte in diesem Krieg, Lord Raglan, angesehen werden könnte.
1936 wurde in Hollywood mit Errol Flynn, Olivia de Havilland und David Niven der erste Film zur Attacke gedreht – Der Verrat des Surat Khan (Originaltitel: The Charge of the Light Brigade) – Regie: Michael Curtiz. Dieser Film stellt die Attacke der leichten Brigade als Racheakt für ein Massaker Surat Khans an Angehörigen dieser Einheit, zwei Jahre zuvor, dar. Der Sturm auf die russischen Stellungen wurde im Film zudem nicht durch Kommunikationsfehler ausgelöst, sondern durch bewusste Manipulation des Ordonnanzoffiziers, der statt eines Befehls zum Abzug einen Angriffsbefehl überbrachte. Der Angriff wird zwar ebenso als aussichtslos dargestellt, habe aber den Sieg der Briten im Krimkrieg ermöglicht.
Historisch wesentlich genauer und mit großer Detailtreue wurden die Ereignisse von Tony Richardson 1968 mit David Hemmings (Captain Nolan), Trevor Howard (Lord Cardigan) und John Gielgud (Lord Raglan) in Der Angriff der leichten Brigade verfilmt. In der entscheidenden Schlussszene des Films setzte der Regisseur 670 Reiter ein.
Die Band Iron Maiden nahm 1983 den Song The Trooper über die Attacke der Leichten Brigade auf. Es existiert außerdem eine Bearbeitung mit dem Titel The Charge durch die britische Indie-Rock-Band New Model Army. Weiter wurde von Bruce Dickinson / Iron Maiden ein Bier mit dem gleichen Namen lanciert.
Das musikalische Duo Phantom/Ghost bedient sich des Themas im ersten Lied The Charge Of A Light Brigade ihres 2009er-Albums Thrown Out Of Drama School.
Eine 1996 ausgestrahlte Episode der Fernsehserie Outer Limits – Die unbekannte Dimension trägt den Titel The Light Brigade. In dieser Episode geht es um ein Raumschiff mit dem Namen „The Light Brigade“, das eine Waffe transportiert, welche die letzte Hoffnung der Menschheit in einem interstellaren Krieg ist.
In der Star Trek: Deep Space Nine Episode Sacrifice of Angels dt. Sieg oder Niederlage wird die dritte Strophe des Gedichtes The Charge of the Light Brigade von Miles O’Brien und Julian Bashir in einer vergleichbaren Situation zitiert (die Sternenflotte kämpft gegen eine mehr als doppelt so große Flotte des Dominion).
In dem Film Vier Federn von 1939 wird die Erzählung über den Angriff der leichten Brigade sowohl am Beginn des Films, wie auch an seinem Ende vom Vater des Protagonisten als Beispiel von großer Tapferkeit geschildert, die den Sohn anspornen soll.
In Black Beauty wird die Attacke aus Sicht eines überlebenden Pferdes geschildert. Hier werden vor allem die Lebensbedingungen von Pferden im Krieg angeprangert.
In Blind Side steht das Gedicht zu der Attacke auf einer Literaturliste von Michael und wird von Sean mit einem Bericht über ein Footballspiel der TSU in Verbindung gebracht, wobei er mehrfach aus dem Gedicht zitiert.

### Eingang in den Sprachgebrauch
Vor allem im britischen Sprachgebrauch wird „Charge of the Light Brigade“ noch heute verwendet, um ironisch eine Unternehmung zu kennzeichnen, die mit großem Mut und hoher Disziplin, jedoch mit mangelhafter Vorbereitung und untauglichen Mitteln durchgeführt wird. Ein Scheitern wird als sicher angenommen.